# Cầu lông tại Đại hội Thể thao Bán đảo Đông Nam Á 1975
Cầu lông tại Đại hội Thể thao Bán đảo Đông Nam Á năm 1975 diễn ra từ ngày 9 đến 16 tháng 12 năm 1975 tại Nhà thi đấu Huamark, Bangkok, Thái Lan. Giải gồm các nội dung cá nhân (đơn nam, đơn nữ, đôi nam, đôi nữ, đôi nam–nữ) và nội dung đồng đội (nam và nữ). Môn thể thao này tiếp tục chứng kiến sự cạnh tranh quyết liệt giữa đoàn thể theo Malaysia và Thái Lan. Malaysia dẫn đầu môn cầu lông với 4 huy chương vàng cá nhân và vô địch nội dung đồng đội nữ, trong khi chủ nhà Thái Lan giành 3 huy chương vàng cá nhân và dẫn đầu nội dung đồng đội nam.

## Bảng huy chương
| Hạng               | Đoàn               | Vàng | Bạc | Đồng | Tổng số |
| ------------------ | ------------------ | ---- | --- | ---- | ------- |
| 1                  | Malaysia           | 4    | 3   | 3    | 10      |
| 2                  | Thái Lan           | 3    | 4   | 4    | 11      |
| 3                  | Singapore          | 0    | 0   | 3    | 3       |
| 4                  | Miến Điện          | 0    | 0   | 2    | 2       |
| Tổng số (4 đơn vị) | Tổng số (4 đơn vị) | 7    | 7   | 12   | 26      |

## Tóm tắt kết quả
| Nội dung     | Vàng                                                                                          | Bạc                                                                                          | Đồng                                                                             |
| ------------ | --------------------------------------------------------------------------------------------- | -------------------------------------------------------------------------------------------- | -------------------------------------------------------------------------------- |
| Đơn nam      | Bandid Jaiyen · Thái Lan                                                                      | Pichai Kongsirithavorn · Thái Lan                                                            | Cheah Hong Chong · Malaysia                                                      |
| Đơn nam      | Bandid Jaiyen · Thái Lan                                                                      | Pichai Kongsirithavorn · Thái Lan                                                            | Moo Foot Lian · Malaysia                                                         |
| Đơn nữ       | Sylvia Ng · Malaysia                                                                          | Thongkam Kingmanee · Thái Lan                                                                | Ong Ah Hong · Malaysia                                                           |
| Đơn nữ       | Sylvia Ng · Malaysia                                                                          | Thongkam Kingmanee · Thái Lan                                                                | Sirisriro Patama · Thái Lan                                                      |
|              |                                                                                               |                                                                                              |                                                                                  |
| Đôi nam      | Pornchai Sakuntaniyom · Preecha Sopajaree · Thái Lan                                          | Cheah Hong Chong · Dominic Soong · Malaysia                                                  | Ahmad Abu Bakar Baghrib · Chan Kong Ming · Singapore                             |
| Đôi nam      | Pornchai Sakuntaniyom · Preecha Sopajaree · Thái Lan                                          | Cheah Hong Chong · Dominic Soong · Malaysia                                                  | Ko Gyi · Maung Maung · Miến Điện                                                 |
| Đôi nữ       | Rosalind Singha Ang · Sylvia Ng · Malaysia                                                    | Thongkam Kingmanee · Sirisriro Patama · Thái Lan                                             | Aye Aye Myint · Mya Lay Sein · Miến Điện                                         |
| Đôi nữ       | Rosalind Singha Ang · Sylvia Ng · Malaysia                                                    | Thongkam Kingmanee · Sirisriro Patama · Thái Lan                                             | Pornthip Boonthanom · Suleeporn Jittariyakul · Thái Lan                          |
| Đôi nam nữ   | Dominic Soong · Rosalind Singha Ang · Malaysia                                                | Cheah Hong Chong · Sylvia Ng · Malaysia                                                      | Pornchai Sakuntaniyom · Thongkam Kingmanee · Thái Lan                            |
| Đôi nam nữ   | Dominic Soong · Rosalind Singha Ang · Malaysia                                                | Cheah Hong Chong · Sylvia Ng · Malaysia                                                      | Preecha Sopajaree · Sawanpim Saithong · Thái Lan                                 |
|              |                                                                                               |                                                                                              |                                                                                  |
| Đồng đội nam | Thái Lan · Bandid Jaiyen · Pichai Kongsirithavorn · Pornchai Sakuntaniyom · Preecha Sopajaree | Malaysia · Moo Foot Lian · Phua Ah Hua · James Selvaraj · Dominic Soong                      | Singapore · Ahmad Abu Bakar Baghrib · Chan Kong Ming · Ng Chor Yau · Tan Eng Han |
| Đồng đội nữ  | Malaysia · Rosalind Singha Ang · Sylvia Ng · Ong Ah Hong · Yap Hei Lin                        | Thái Lan · Porntip Buntanon · Suleeporn Jittariyakul · Thongkam Kingmanee · Sirisriro Patama | Singapore · Cindy Cheong · Leong Kay Peng · Leong Kay Sine · Peh Ah Bee          |